# Bromid
A bromid olyan vegyület, melyben bróm anion vagy ligandum található. A bromidion egyszeresen negatív töltésű brómatom – például a cézium-bromidban a cézium kationok (Cs+) elektromosan vonzzák a bromid anionokat (Br−), így elektromosan semleges ionvegyület keletkezik (CsBr). A bromid olyan kovalens kötésű vegyületre is utalhat, amelyben a bróm oxidációs száma −1, ilyen például a kén-dibromid (SBr2).

## Természetes előfordulása
A bromid jelen van a tengervízben (koncentrációja körülbelül 65 mg/l, ez az összes oldott sónak mintegy 0,2%-a). A tenger gyümölcsei és a mélytengeri növények általában nagy mennyiségű bromidot tartalmaznak, míg a szárazföldről származó élelmiszerek bromidtartalma változó.
A legismertebb, bár nagyon ritka bromidásvány a brómargirit – ez a természetben előforduló kristályos ezüst-bromid. Ezen kívül higany- és réztartalmú ásványokban fordul elő.

## Kémiai tulajdonságai
A bromidion kimutatása oldatból híg, feleslegben lévő salétromsav (HNO3), majd híg ezüst-nitrát (AgNO3) oldat hozzáadásával történhet. A bromid jelenlétét sárga, krémszerű ezüst-bromid csapadék kiválása jelzi.

## Orvosi felhasználása
A brómvegyületeket, főleg a kálium-bromidot gyakran használták nyugtatókban a 19. században és a 20. század elején.
A bromidion epilepszia ellen hat, és a bromid sókat még mindig használják erre a célra, különösen az állatgyógyászatban (különösen görcsrohamok kezelésére kutyáknál). A bromidiont a vese választja ki. Felezési ideje emberben 12 nap, ami számos más gyógyszerhez viszonyítva hosszú, és megnehezíti adagolásának beállítását (az új dózissal az egyensúly beállása hónapokig tarthat). Befolyásolja a klorid anyagcseréjét.
A cerebrospinális folyadékban a bromidionok koncentrációja a vérben mértnek mintegy 30%-a, és erősen befolyásolja a test kloridfelvétele és metabolizmusa.
Németországban az epilepszia ellen használják.
Krónikus toxicitása bromizmust okozhat, ami bőrkiütéssel és több neurológiai tünettel is jár.
A lítium-bromidot nyugtatóként használták az 1900-as évek elején, de az 1940-es évekre elavulttá vált, feltehetően a biztonságosabb és hatékonyabb nyugtatók (a barbiturátokat) népszerűvé válásával, és mivel néhány szívbeteg ember meghalt egy helyettesítő sója (lítium-klorid) miatt. valamint használták bipoláris A lítium-karbonáthoz és lítium-kloridhoz hasonlóan bipoláris zavar kezelésére is használták.

## Biológiai szerepe
Esszenciális nyomelem. Az eozinofil sejtek eozinofil peroxidáz enzimmel – ami kloridot is felhasználhat erre a célra, de ha van bromid, azt használja fel – parazitaellenes brómvegyületeket, például hipobromitot állítanak elő belőle. Szerepe van a kollagén IV előállításban.
Bromidsókat használnak pezsgőfürdőkben és gyógyfürdőkben fertőtlenítőszerként, ahol oxidálószer hatására hipobromit keletkezik belőlük.
A bromid nagy koncentrációban fordul elő néhány algában, melyek metil-bromidot és számos brómorganikus vegyületet állítanak elő belőle a vanádiumfüggő brómperoxidáz enzimek segítségével.
R−H + Br− + H2O2 → R−Br + H2O + OH−
A bromid átlagos koncentrációja az emberi vérben az ausztráliai Queenslandben 5,3 ± 1,4 mg/L, kortól és nemtől függően. Az ennél jóval magasabb szintek brómozott vegyi anyagoknak, például metil-bromidnak történő kitettségre utalhatnak. Ugyanakkor mivel a bromid a tengervízben és sok tengeri állatban is viszonylag nagy koncentrációban fordul elő, ezért a vér bromidkoncentrációját befolyásolja az étrend.

## Fontosabb bromidvegyületek
Szervetlen bromidok, ionrácsos anyagok és bromidiont tartalmaznak:
- Vas(III)-bromid (FeBr3)
- Kálium-bromid (KBr)
- Lítium-bromid (LiBr)
- Magnézium-bromid (MgBr2)
- Nátrium-bromid (NaBr)
- Rubídium-bromid
- Ezüst-bromid (AgBr)

Vannak szerves brómvegyületek, melyekben a bróm bromidion formájában van jelen, ilyenek például a szerves bázisok hidrobromid sói és a tetrametil-ammónium-bromid is.
A nem sószerű szerves bromidokban a bróm kovalens kötéssel kapcsolódik a szerves részhez. Elő lehet állítani őket: alkoholok és hidrogén-bromid reakciójával, hidrogén-bromid és alkének addíciójával, alkánok brómozásával és aromás szénhidrogének katalitikus brómozásával vagy Sandmeyer-reakcióval. Néhány szerves bromid:
- metil-bromid (brómmetán)
- metilén-bromid (dibrómmetán)
- benzil-bromid (α-brómtoluol, brómmetilbenzol)
- acetil-bromid
- brómbenzol

## Fordítás
Ez a szócikk részben vagy egészben  a   Bromide című német Wikipédia-szócikk fordításán alapul.  Az eredeti cikk szerkesztőit annak laptörténete sorolja fel. Ez a jelzés csupán a megfogalmazás eredetét és a szerzői jogokat jelzi, nem szolgál a cikkben szereplő információk forrásmegjelöléseként.
Ez a szócikk részben vagy egészben  a   Bromide című angol Wikipédia-szócikk fordításán alapul.  Az eredeti cikk szerkesztőit annak laptörténete sorolja fel. Ez a jelzés csupán a megfogalmazás eredetét és a szerzői jogokat jelzi, nem szolgál a cikkben szereplő információk forrásmegjelöléseként.